# Садовое (Конотопский район)
Садовое (укр. Садове; до 2024 года — Питомник) — посёлок, Вировский сельский совет, Конотопский район, Сумская область, Украина.
Код КОАТУУ — 5922081104. Население по переписи 2001 года составляло 70 человек.

## Географическое положение
Посёлок Питомник находится на левом берегу реки Езуч, выше по течению на расстоянии в 1,5 км расположено село Сарнавщина, ниже по течению на расстоянии в 3,5 км расположено село Лысогубовка. К посёлку примыкает село Вировка, в 3-х км — город Конотоп. Рядом проходит железная дорога, станция Вировка в 1,5 км.